# 奧斯沃斯特里
奧斯沃斯特里（Oswestry，/ˈɒzwəstri/）是英國的城鎮之一，也是施洛普郡人口最多的城鎮之一，位於英格蘭和威爾斯的交界處。2011年人口普查時，奧斯沃斯特里有人口17,105人，其中市區有人口16,660人 它距威爾斯邊界8公里, 並有英格蘭和威爾斯之傳統.。